# Kəlbəcər (Stadt)
Kəlbəcər (auch Kälbäcär; armenisch Քարվաճառ Karwatschar, kurdisch Kelbajar, russisch Кельбаджар Kelbadschar) ist eine Stadt in Aserbaidschan in der Region Bergkarabach nahe der armenischen Grenze. Sie ist Hauptstadt des aserbaidschanischen Rayons Kəlbəcər. Kəlbəcər liegt im Tal des Tartar im Gebiet zwischen der Republik Armenien und der ehemaligen Autonomen Oblast Bergkarabach. Die Stadt liegt in 1589 m Höhe, 320 km westlich von der aserbaidschanischen Hauptstadt Baku.
Laut Volkszählung der Republik Bergkarabach von 2005 hatte die Stadt 491 Einwohner.

## Bevölkerung
| Jahr | Einwohner | Anmerkungen |
| ---- | --------- | ----------- |
| 1912 | 0300      | [ 2 ]       |
| 1939 | 1089      | [ 3 ]       |
| 1970 | 4775      | [ 4 ]       |
| 1989 | 7246      | [ 5 ]       |
| 2005 | 0491      | [ 6 ]       |
| 2015 | 0600      | [ 7 ]       |

## Geschichte
Der Ort war im Mittelalter ein Zentrum armenischen Schrifttums und wurde zum ersten Mal 1402 unter seiner armenischen Bezeichnung Karawatschar genannt. Wie viele andere Orte der Region wurde auch Karwatschar in den 1730er Jahren von seiner armenischen Bevölkerung verlassen. Der entvölkerte Ort wurde schließlich in der Mitte des 19. Jahrhunderts durch Kurden besiedelt.
Von 1923 bis 1929 war Kəlbəcər Teil der autonomen Provinz Rotes Kurdistan und war seinerzeit mehrheitlich von Kurden besiedelt. Nach der Auflösung des roten Kurdistans wurden ab 1937 viele Kurden im Zuge der stalinistischen Säuberungen nach Zentralasien deportiert.
1970 hatte die Siedlung städtischen Typs etwa 5000, 1991 etwa 7500 Einwohner. Die Viehzucht war der wichtigste Wirtschaftszweig.
Im Zuge des Bergkarabachkonflikts wurde die Stadt im Zuge der Schlacht von Kelbadschar im April 1993 von Armenien besetzt. Die meisten muslimischen Einwohner (Aseris, Kurden) flohen daraufhin aus der Stadt, überwiegend ins Kernland Aserbaidschans. In der Zeit danach wurden durch die armenische Regierung armenische Flüchtlinge aus Aserbaidschan in der Stadt angesiedelt. Mit etwa 500 Einwohnern im Jahre 2010 war die Einwohnerzahl auf ein Fünfzehntel des Jahres 1991 geschrumpft.
Bis November 2020 stand die Stadt unter Kontrolle der nicht anerkannten Republik Arzach und war dort Verwaltungssitz der Bergkarabach-Provinz Schahumjan. Nach den Bestimmungen des Waffenstillstandsabkommen im Bergkarabachkrieg 2020, von dem die Gegend aufgrund ihrer Lage kaum direkt betroffen war, wurde sie am 25. November 2020 wieder unter aserbaidschanische Kontrolle gestellt.

## Persönlichkeiten
- Kifayət Qasımova (* 1983), aserbaidschanische Judoka